# Geissorhiza setacea
Geissorhiza setacea är en irisväxtart som först beskrevs av Carl Peter Thunberg, och fick sitt nu gällande namn av Ker Gawl. Geissorhiza setacea ingår i släktet Geissorhiza och familjen irisväxter. Inga underarter finns listade i Catalogue of Life.

## Bildgalleri

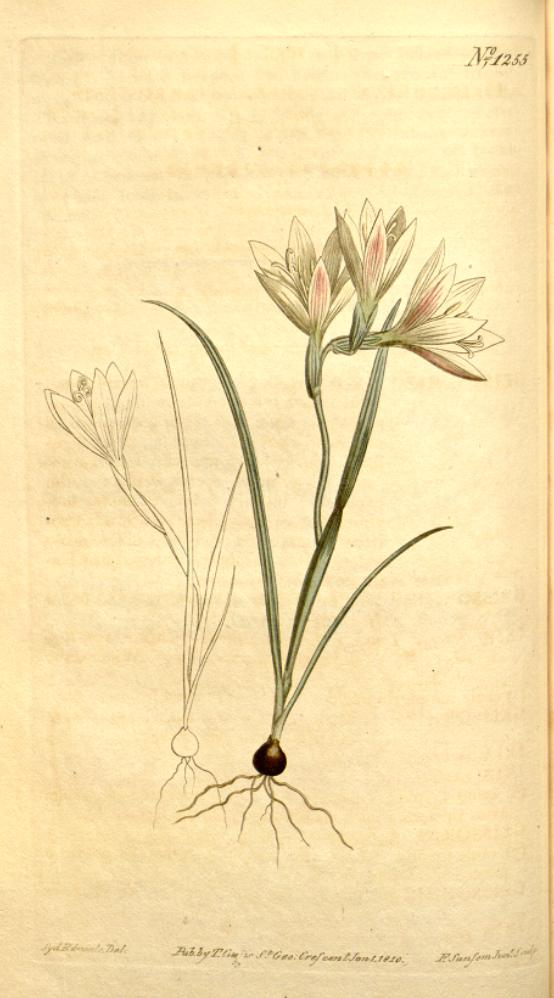